# Euville (kalksteen)
Euville is een Franse witte kalksteen die gewonnen wordt in Euville in het departement Meuse.
De steen heeft een grofkorrelige structuur en is opgebouwd uit onder andere crinoïden en stekels van zee-egels, die samengegroeid zijn door kristallijne koolzure kalk. Het breukvlak is ruw korrelig met glanzende facetten van kristallijne kalk. Bruinkleurige en sponsachtige plekken kunnen voorkomen. Euville verweert wit op de regenkant en donker waar geen regen komt. De steen krijgt door verwering een korrelige buitenkant.

## Winning en vervoer
Euville wordt gewonnen in Euville en in omliggende plaatsen Geville, Lérouville en Commercy. Door goede trein- en waterverbinding werd Euville een doorvoerplaats voor ongeveer 200 omliggende groeven.

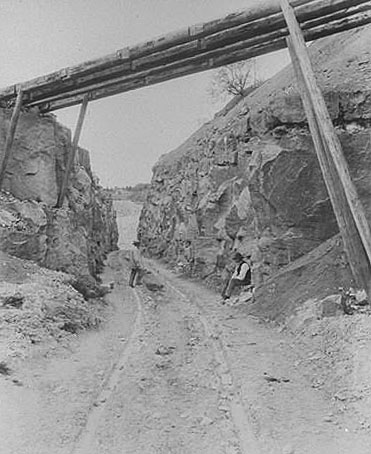
Steenwinning Euville Sablière (1889)
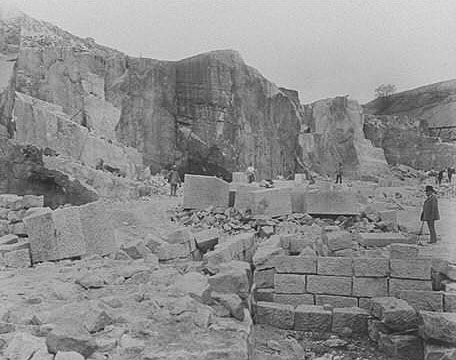
Steenwinning Euville Tranchée (1889)
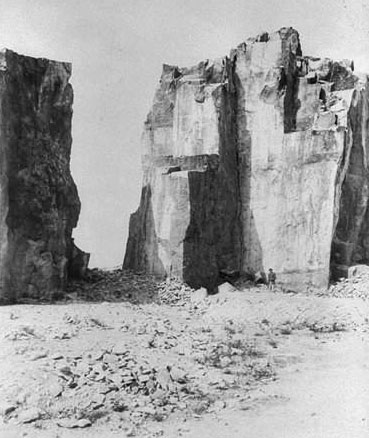
Steenwinning Lérouville La Mézengère (1889)
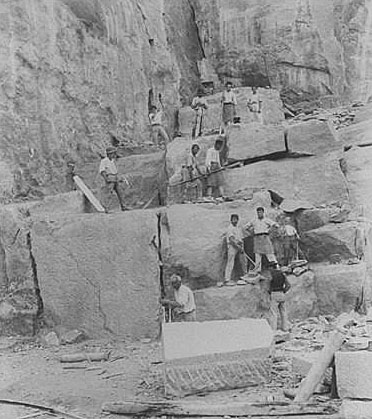
Steenwinning Lérouville Maillemont (1989)

## Euville Marbrier
Naast de gewone variant (Ordinaire Construction: OC) is er de variant Marbrier (MB). Marbrier heeft minder onregelmatigheden en is daardoor geschikt voor beeldhouwwerk.

## Toepassingen en bewerking
Euville is in Frankrijk en België veel gebruikt. Door de hoge transportkosten werd het in Nederland oorspronkelijk niet toegepast. Na ontsluiting van Euville vond toepassing plaats in restauratie, nieuwbouw en beeldhouwkunst. De Belgische art-nouveau-architect Victor Horta had een grote voorliefde voor deze steen, die hij gebruikte in de gevels van zijn woningen. 

## Afbeeldingen van monumenten en bouwwerken gemaakt met Euville

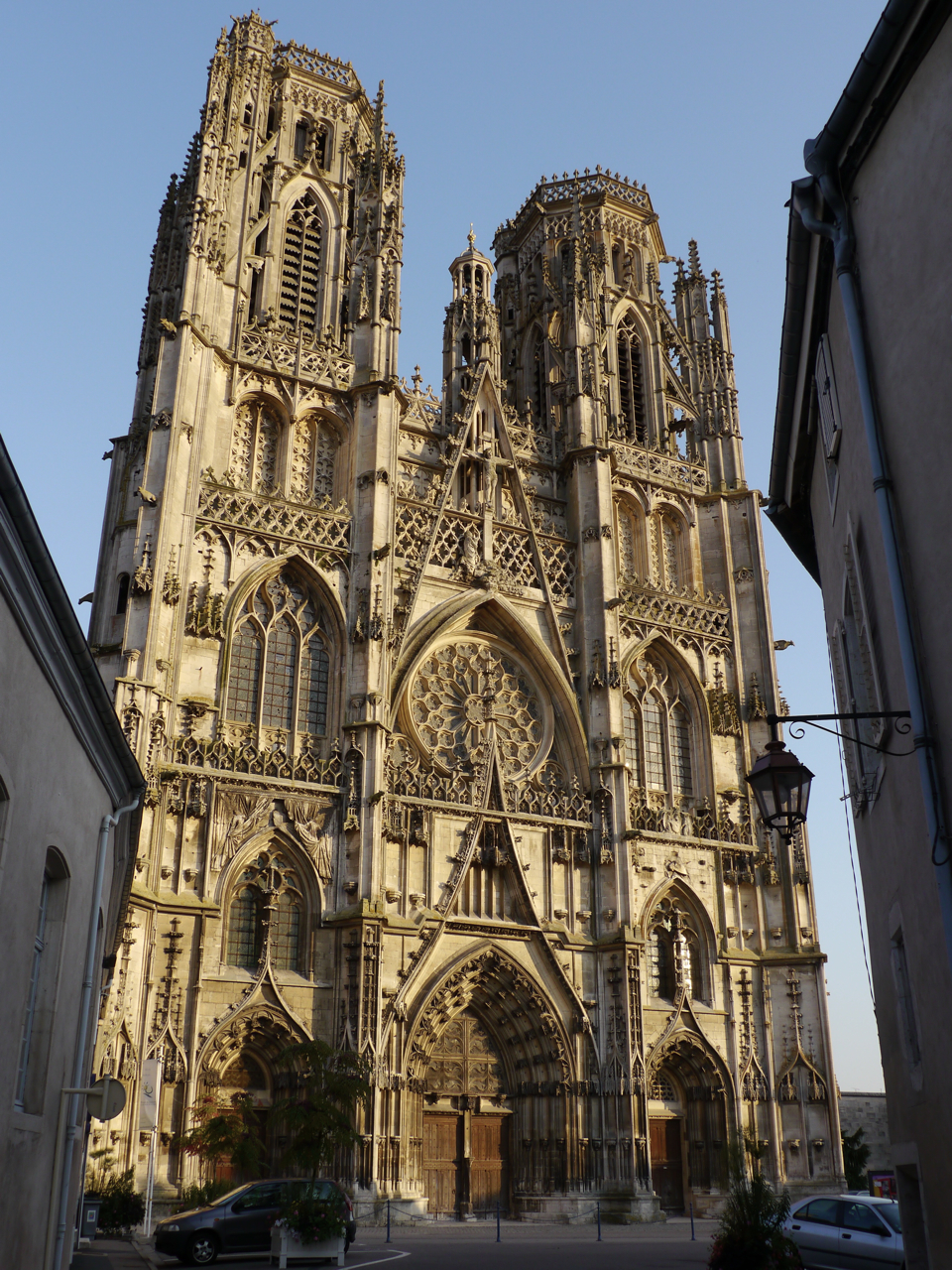
Kathedraal van Toul
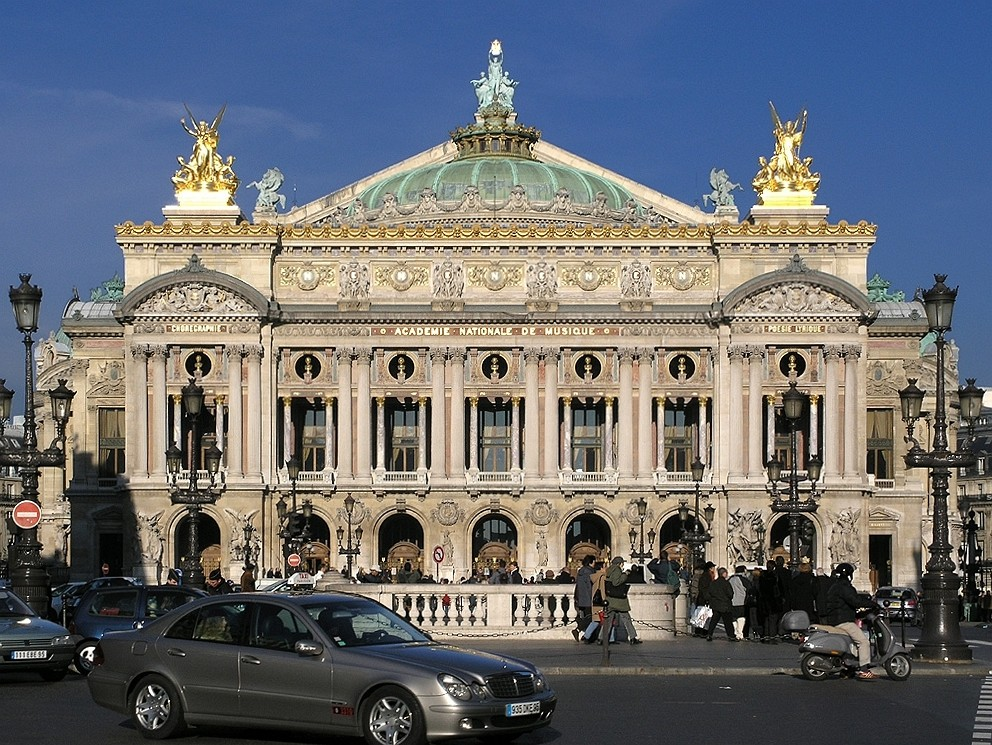
Opéra Garnier in Parijs
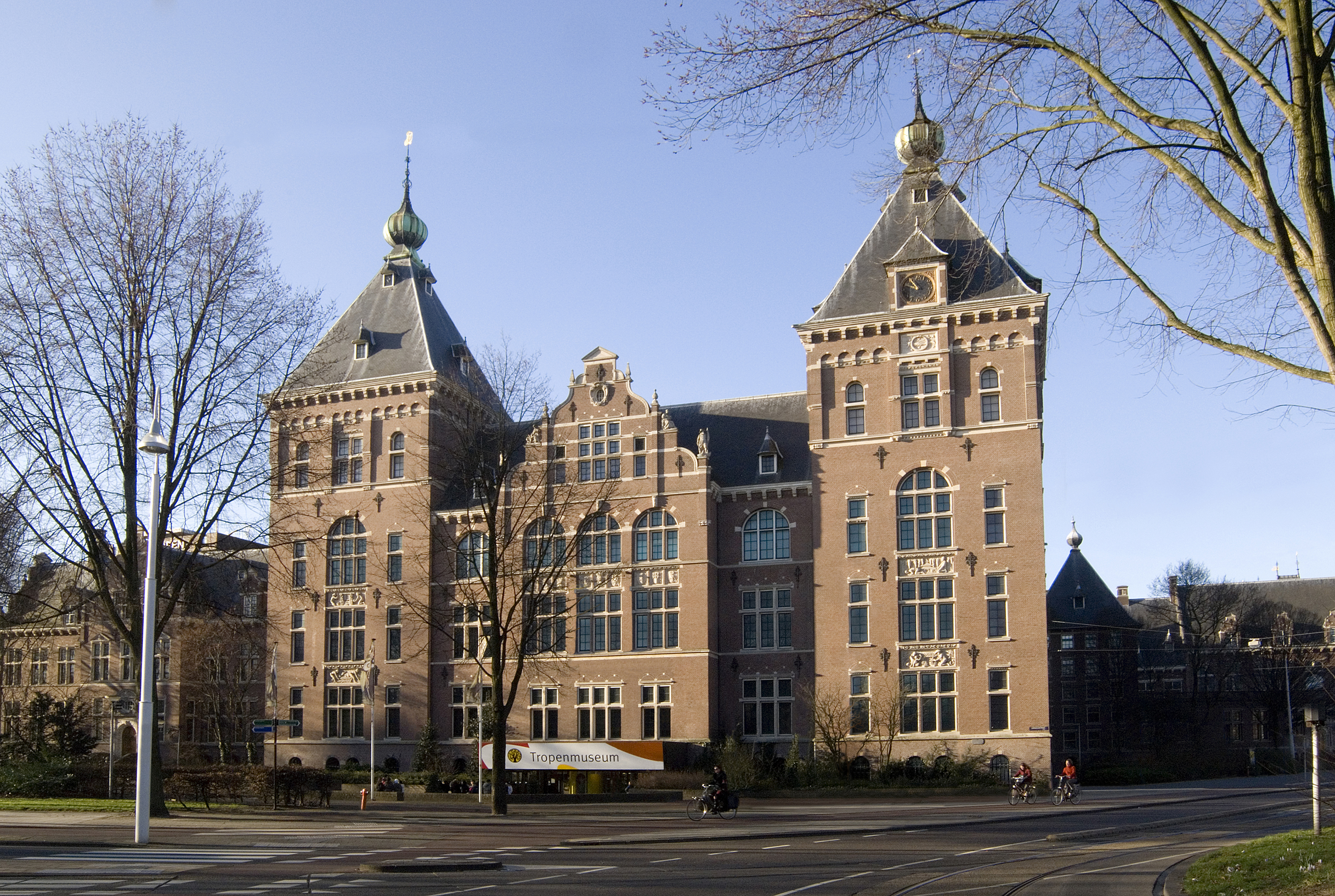
delen Wereldmuseum, Amsterdam (voorheen Tropenmuseum)
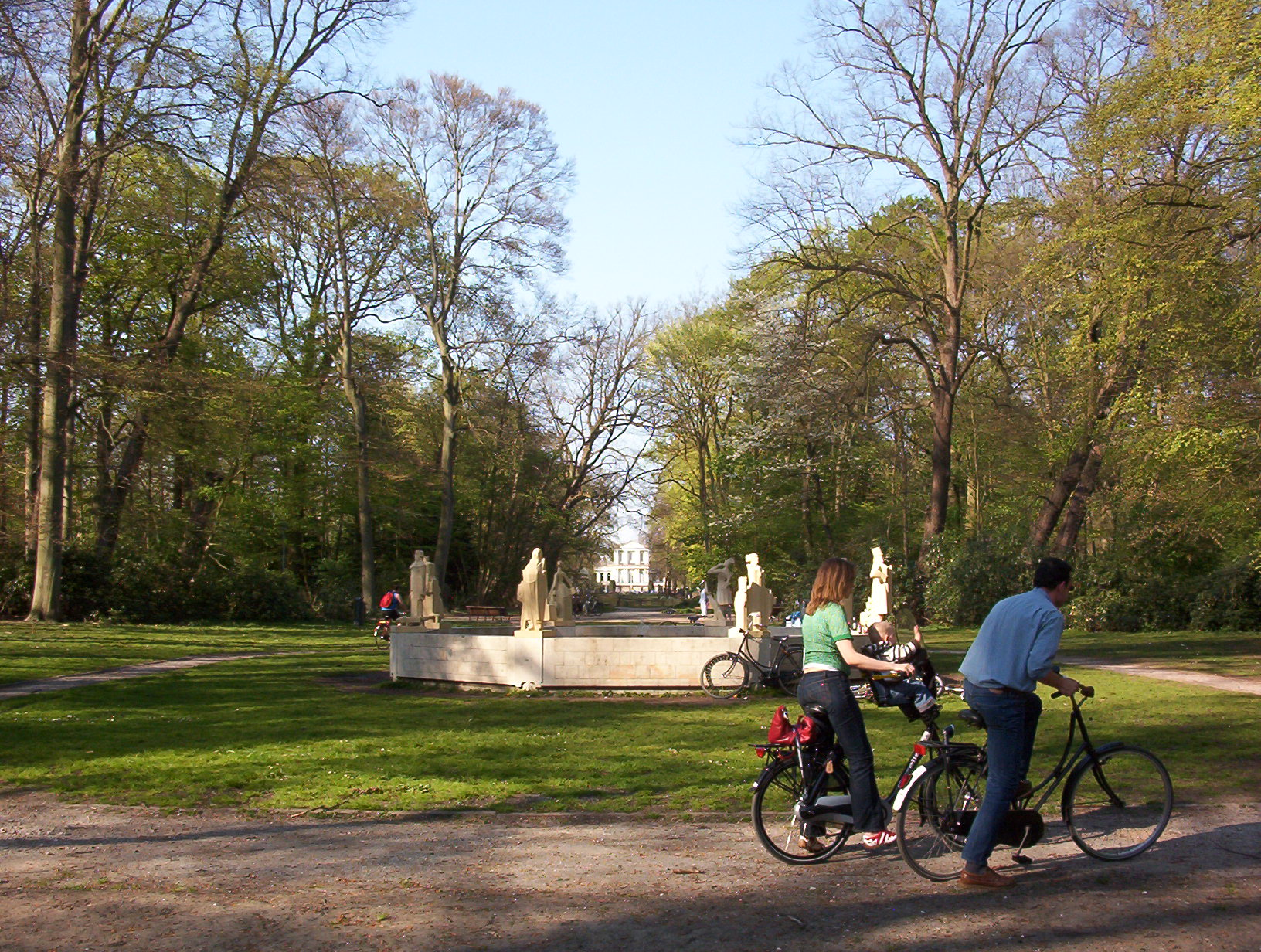
Hildebrandmonument, Haarlem
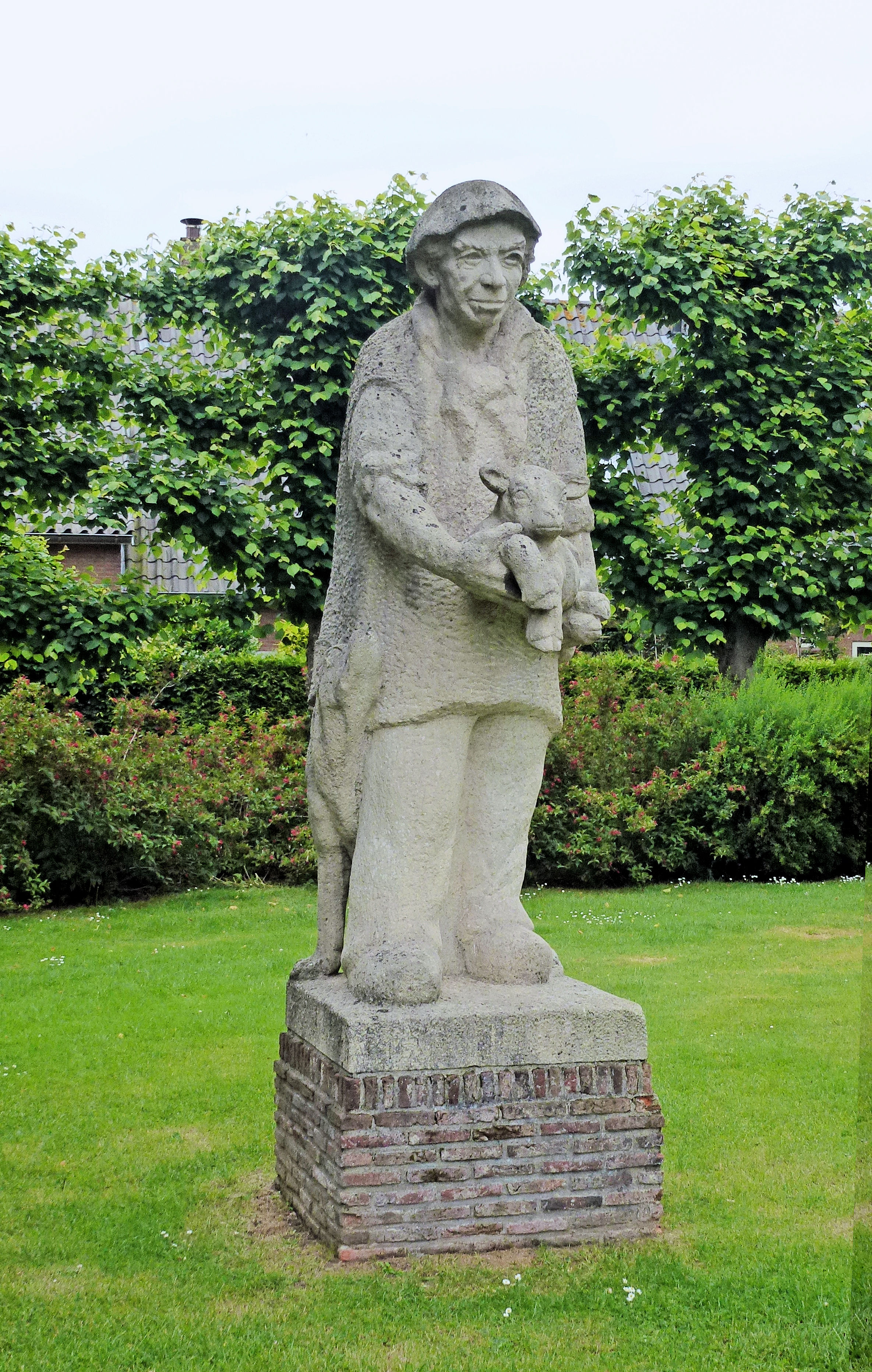
Sculptuur van Willy Mignot in Laren N-H
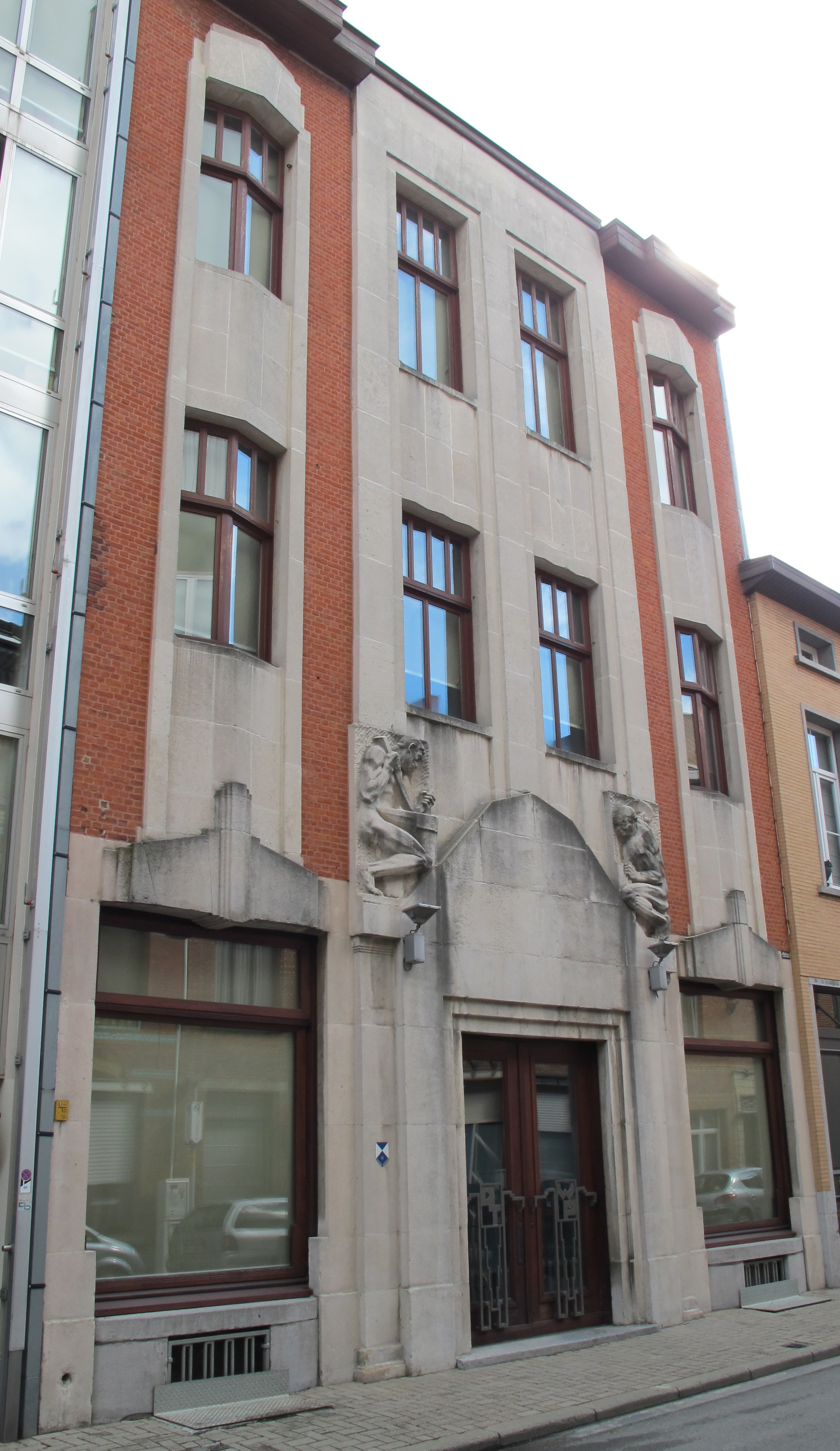
Het Volkshuis in Sint-Niklaas